# MidasWWW
MidasWWW是最早問世的網頁瀏覽器之一，由斯坦福直線加速器中心所開發，執行於UNIX和VMS系统。最後一個版本是2.2版本，1992年11月16日版本的原始碼於2015年6月公布在GitHub。

## 外部連結
- The historic MidasWWW homepage （页面存档备份，存于） at CERN